# ジェミニ天文台
ジェミニ天文台（ジェミニてんもんだい、英語: Gemini Observatory）は、ハワイのマウナ・ケア山とチリのパチョン山に口径8mの光学赤外線望遠鏡を持つ天文台である。アメリカ、イギリス、カナダ、チリ、オーストラリア、アルゼンチン、ブラジルの国際共同プロジェクトであり、プロジェクトに名を連ねる国の天文学者は、その国がジェミニ天文台に供出する資金の割合に応じて観測時間を獲得することができる。南北両半球に望遠鏡を持つことにより、全天に存在する天体を観測することが可能になっている。

## 概要
ジェミニ北天文台の本部はハワイのヒロにあるハワイ大学構内にある。ジェミニ南天文台はチリのラ・セレナのセロ・トロロ汎米天文台を拠点としている。
ジェミニ望遠鏡の主鏡には、赤外線の反射率がアルミメッキよりも優れた銀メッキが施されている。望遠鏡はコンピュータネットワークを用いて遠隔で操作できるようになっている。
建設費は南北合わせて18400万ドルで一晩あたりのコストは約4万ドルである(ちなみにすばる望遠鏡の建設費は約400億円)。
一般に外気温とドーム内気温の差が大きい場合には、空気の揺らぎが発生し天体像がゆがんだり解像度が悪くなったりする。ジェミニ天文台ではこの気温差を低減するため、観測中はドーム上部を持ち上げられる構造になっている。
予算が下りない為、イギリスがプロジェクトから脱退を検討している。それに対して存続を求める運動が起きている。観測割り当て時間を売却する事によって予算を補填し、当面は存続される見込み。

### ジェミニ北望遠鏡

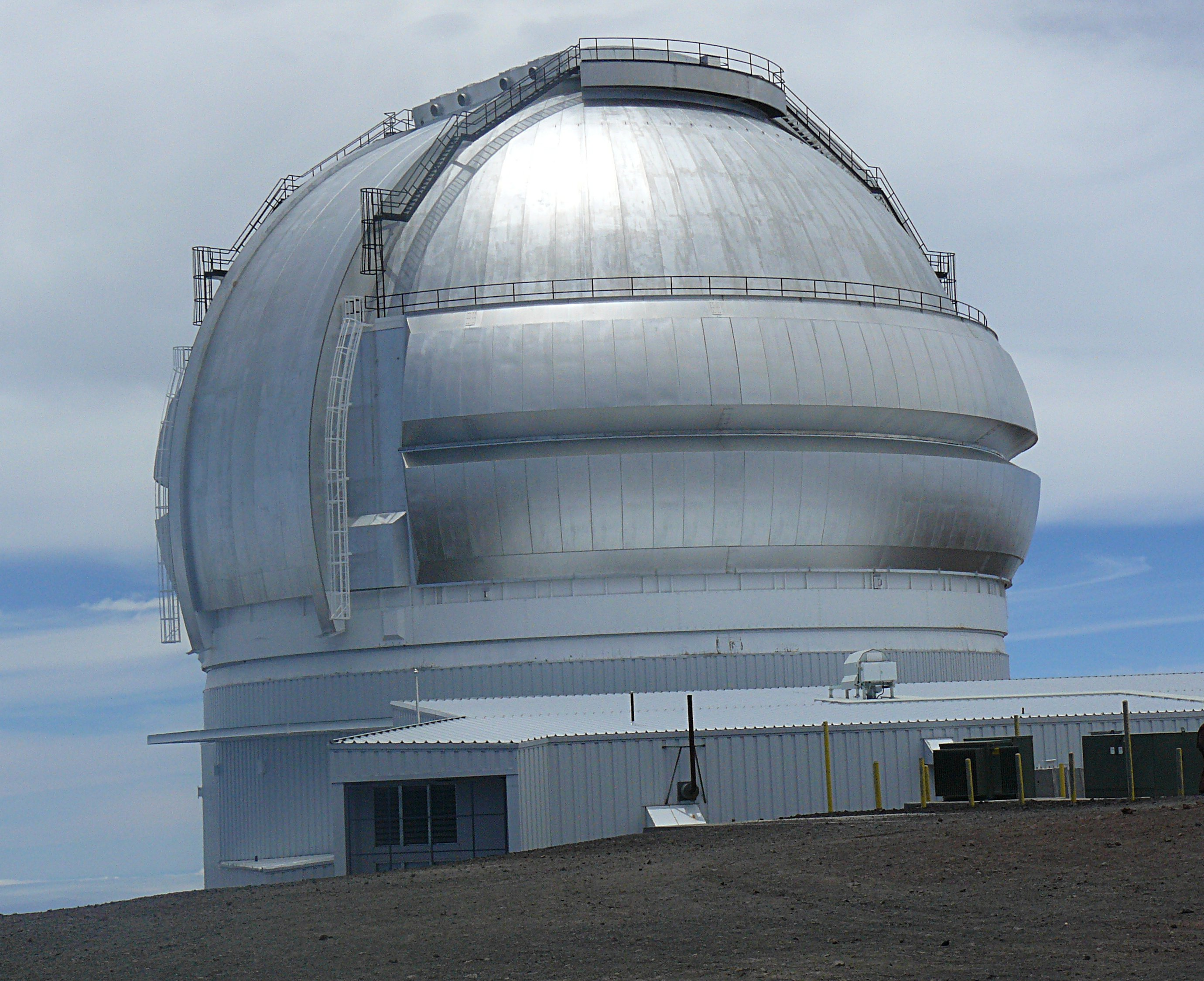
ジェミニ北望遠鏡

ハワイ島マウナ・ケア山のマウナケア天文台群の中、標高4213m地点に設置されている。ファーストライトは1999年。観測装置として、以下の装置を揃える。(Gemini North,は Frederick C. Gillett telescopeとも称される)
- GMOS ジェミニ多天体分光装置（可視光）エジンバラ王立天文台、ダーラム大学、カナダ・ヘルツブルグ天体物理学研究所が製作を担当。
- NIRI 近赤外撮像装置（近赤外線）- ハワイ大学天文学研究所が製作を担当。
- NIFS 近赤外分光装置（近赤外線）- オーストラリア国立大学が製作を担当。
- Michelle 中間赤外線分光撮像装置（中間赤外線）- イギリス赤外線望遠鏡(UKIRT)で使われていたものを長期借り入れ。
- ALTAIR 補償光学用装置 - ヘルツブルグ天体物理学研究所が製作を担当。
- `Alopeke - スペックル撮像（英語版）装置。空間解像度の半値全幅が20ミリ秒角の高解像度撮影を行う。視野を狭角（6.7 秒角）・広角（60秒角）で切り替えたり２色同時観測を行ったりする機能も有している。名称はハワイ語でキツネの意味。ジェミニ南望遠鏡には同型機のZorroがある[1]。

### ジェミニ南望遠鏡

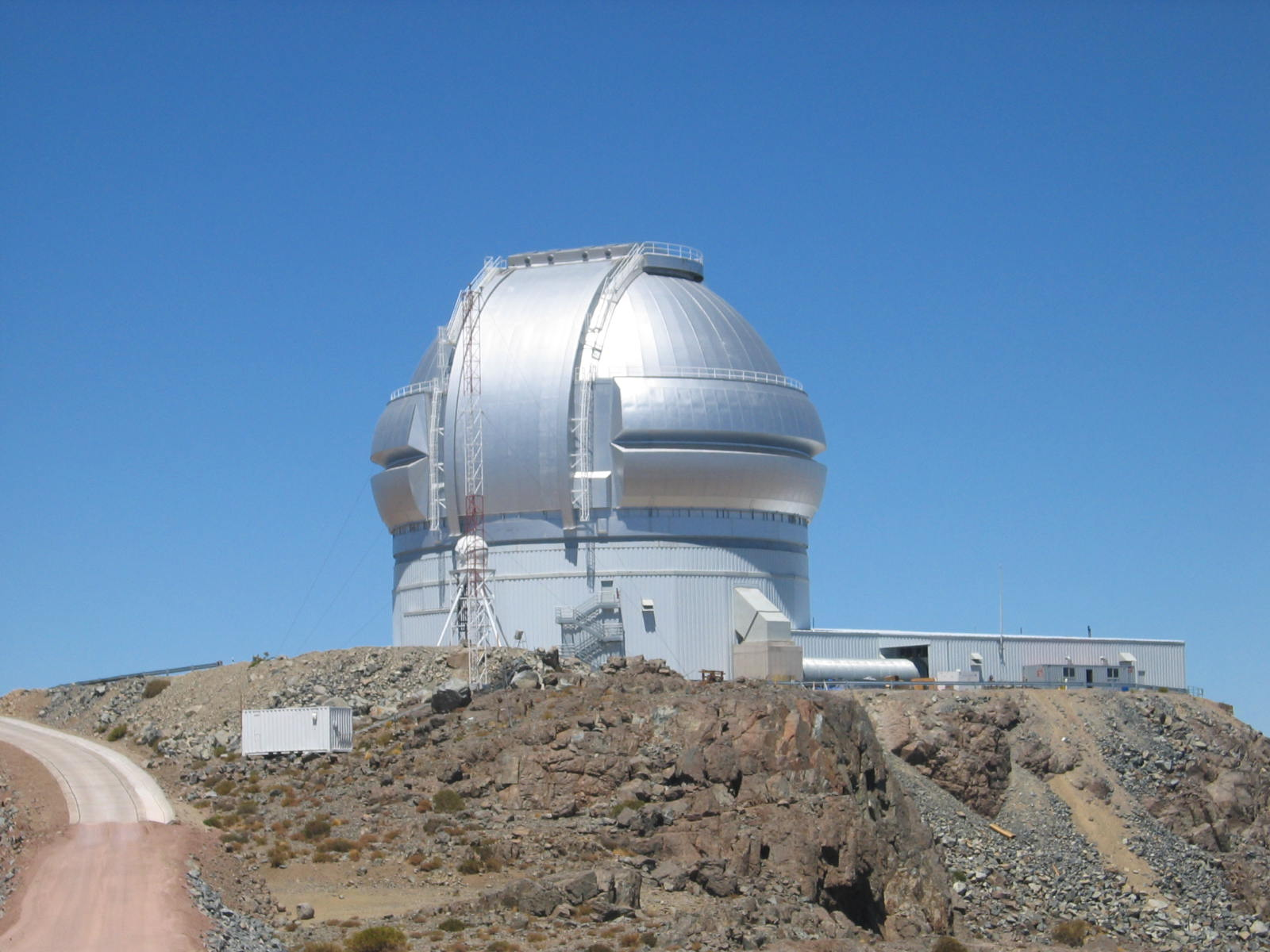
ジェミニ南望遠鏡

チリ中部のパチョン山、標高2722m地点に設置されている。ファーストライトは2000年。付近にはアメリカ国立光学天文台のセロ・トロロ汎米天文台もある。湿度が低い環境にあり、空気中の水蒸気も少ない。そのため、赤外線が減衰しないので赤外線観測に適している。

### 施設
- 教育 - 天文台 - アメリカ国立光学天文台
- 望遠鏡 - 天体望遠鏡
- 国際観測所 - マウナケア天文台群

### 学術研究分野
- 天文学 - 天体観測
- 天文学 - 光赤外天文学